# 行政院九二一震災災後重建推動委員會
行政院九二一震災災後重建推動委員會，簡稱九二一重建會，是中華民國行政院為推動921大地震災後重建工作，於2000年成立、2006年裁撤之委員會，成立宗旨在於推動災區公共建設、產業重建、生活重建及社區重建等工作。

## 沿革
2000年2月3日總統李登輝公布《九二一震災重建暫行條例》，第五條明定行政院九二一震災災後重建推動委員會負責震災重建之協調、審核、決策、推動及監督事宜，第七十五條明定施行期間自生效日起算五年。行政院依據《九二一震災重建暫行條例》第五條第一項規定設置行政院九二一震災災後重建推動委員會，2000年6月1日於南投縣中興新村正式成立，總統陳水扁親自蒞臨揭牌儀式。2004年12月24日，立法院第5屆第6會期第15次會議通過《九二一震災重建暫行條例》施行期間延長一年，施行期限2006年2月4日。2006年2月4日，《九二一震災重建暫行條例》施行期滿當然廢止，九二一重建會隨之結束。

## 組織
- 企畫處
  - 計畫科
- 協調聯絡科
- 法制科
- 大地工程處
  - 水土保持科
  - 環境保護科
  - 水利工程科
- 產業振興處
  - 工商業振興科
  - 服務業振興科（含旅遊觀光業）
  - 農業振興科
- 生活重建處

- 公共建設處

- 住宅社區組

- 行政處

- 巡迴小組

## 主要業務
行政院九二一震災災後重建推動委員會之主要業務為統籌受理震災後重建事宜，建立單一窗口作業、派遣人員前往災區縣市政府參與縣市政府召開的重建會議，並且巡迴災區收件，處理各項重建資訊。

## 歷屆執行長
- 劉兆玄
- 黃榮村
- 陳錦煌
- 郭瑤琪

## 機關地址
- 南投縣南投市中興新村府西路71號（今行政院農業委員會水土保持局府西辦公室）